# Conicalcite
La conicalcite è un minerale appartenente al gruppo dell'adelite-descloizite.
È un arseniato basico di calcio e rame dallo spiccato colore verde. Fu scoperto nel 1849 da due tedeschi: il mineralogista August Breithaupt e il chimico Carl Julius Fritzsche in una miniera di rame vicino Cordova in Andalusia (Spagna). 
Lo nominarono con l’unione di due parole greche: Konis (polvere) e Chalkos (rame)..
Minerale di origine secondaria, si ritrova in croste o in masse fibrosoraggiate nei depositi di rame.

## Abito cristallino
Consiste di aggregati fibrosi tipicamente radiali. Talvolta si presenta in forma di croste, da botroidali a reniformi. Più spesso come masse estese (massivo). I cristalli sono rari e, quando si presentano, sono prismatici e brevi. È solubile in acido cloridrico. Il colore verde mela brillante è distintivo e caratteristico della conicalcite ed aiuta a distinguerla dalla malachite. La scorodite ha un colore verde simile ma un diverso abito cristallino.

## Origine e giacitura
Si forma come minerale secondario nelle zone ossidate dei depositi di rame.
È stata rinvenuta in Spagna, a Levrion in Grecia, in Siberia Occidentale, in Sassonia (Germania), in Polonia, nel deserto di Atacama (Cile) e negli U.S.A., a Bisbee (Arizona) e a Mammoth (Utah)..

## Forma in cui si presenta in natura
Aggregati fibrosi tipicamente radiali, Croste botroidali o reniformi, massivo, rari cristalli prismatici e brevi.
Può trovarsi associata a Cuproadamite, olivenite, beudantite, scorodite, azzurrite e malachite.
.